# Lichk (Syunik)
Lichk (in armeno Լիճք) è un comune di 156 abitanti (2010) della Provincia di Syunik in Armenia.